# Marian Přibyl
Marian Přibyl (* 19. dubna 1975) je český basketbalista hrající Národní basketbalovou ligu.
Je vysoký 196 cm, váží 90 kg.

## Kariéra
- 1998–2006 : USK Praha
- 2002–2002 : Mlékárna Kunín (hostování)
- 2006–2007 : BK Synthesia Pardubice

## Statistiky
| Sezóna   | Soutěž      | Odehrané minuty | Průměr na zápas | Body | Průměr na zápas |
| -------- | ----------- | --------------- | --------------- | ---- | --------------- |
| 1998/99  | Mattoni NBL | 370.9           | 11.2            | 127  | 3.8             |
| 1999/00  | Mattoni NBL | 499.4           | 11.6            | 145  | 3.4             |
| 2000/01  | Mattoni NBL | 592.3           | 17.9            | 201  | 6.1             |
| 2001/02  | Mattoni NBL | 1243.8          | 31.9            | 486  | 12.5            |
| 2002/03  | Mattoni NBL | 844.1           | 30.1            | 311  | 11.1            |
| 2003/04  | Mattoni NBL | 1004.6          | 27.9            | 392  | 10.9            |
| 2004/05  | Mattoni NBL | 1038.0          | 32.4            | 373  | 11.7            |
| 2005/06  | Mattoni NBL | 594.3           | 22.9            | 191  | 7.3             |
| 2005/06  | Český pohár | 30.4            | 30.4            | 14   | 14.0            |
| 2006/07* | Mattoni NBL | 429.9           | 22.6            | 136  | 7.2             |

 *Rozehraná sezóna - údaje k 20.1.2007 